# Els Caterins
Els Caterins fou un grup de grallers del Vendrell que es formà l'any 1936 a partir del grup Els Casimiros, després que Casimir Coll abandonés la colla. El nom del grup ve del nom del local on assajaven: la Taverna del Caterí. La Taverna era regentada pel fill d'Isidre Mercadé i Vidal («Isidro Caterí»), on aquest, Casimir Coll i Salvador Carbó i Puig («Rateta») assajaven. El grup sembla que va estar format per Isidre Mercadé Vidal («Isidro Caterí»), Salvador Carbó i Puig («Rateta») i Joan Mallofré («Ros Camat»). Només hi ha una actuació documentada d'aquest grup al III Concurs de Gralles de la Història celebrat al Poble Espanyol de Barcelona (14 de juny de 1936), on també participaren grups com Els Felius, i en el que quedaren en quarts posició.